# Саткинский район
Са́ткинский райо́н — административно-территориальная единица (район) и муниципальное образование (муниципальный район) в Челябинской области России.
Официальное название административного района: город Сатка и Саткинский муниципальный округ
Административный центр — город Сатка (имеет статус города с территориальным округом ).

## География
Расположен в северо-западной части Челябинской области. Его координаты: 58° 40` — 59º 22` восточной долготы и 54º 43` — 50° 20` северной широты по Гринвичу. Его протяжённость составляет 60 км, в поперечнике 45 км. В северной части район граничит с Кусинским муниципальным районом, в восточной части — с Златоустовским городским округом, в южной части — с Катав-Ивановским муниципальным районом Челябинской области, на западе — муниципальным районом Дуванский район Республики Башкортостан.

## История

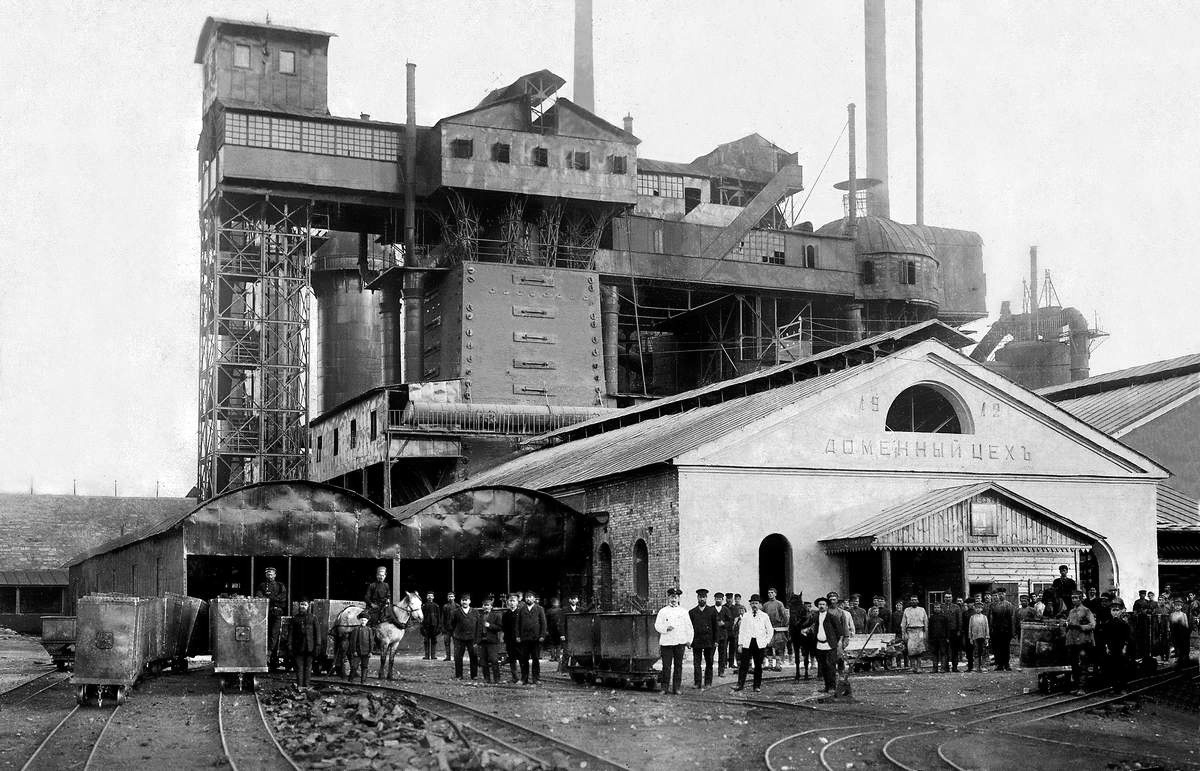
Доменный цех Саткинского казённого завода, 1914

История Саткинского района неотрывно связана с историей Сатки, одного из старинных горнозаводских городов. Это единственный в Челябинской области город, основанный известными промышленниками Строгановыми. Троицко-Саткинский чугуноплавильный завод был заложен в 1756 году. Завод принадлежал графу С. Г. Строганову, а затем его сыну А. С. Строганову. 19 ноября 1758 года на Троицко-Саткинском заводе был выплавлен первый чугун. Эта дата считается днем основания города Сатки.
Заселение территории нынешнего района русскими началось в середине XVIII века в связи со строительством на слиянии рек Большой и Малой Сатки металлургического завода и посёлка при нём.
Завод был основан на месте Саткинской лесной дачи, населённой башкирскими племенами, коренными жителями данных мест. Крепостные люди Строгановых построили на реке Сатке плотину, возвели доменный корпус, кричные, молотовые, якорную и пильную фабрики.
В 1769 году Саткинский железоделательный завод был продан тульскому купцу и фабриканту Л. И. Лугининy, входившему в десятку крупнейших торговцев России.
В 1811 году Саткинский завод был передан в государственную казну. На нём работала 1 доменная печь и 2 кричных фабрики с 16 горнами. В посёлке было 534 двора.
В 1861 году, после манифеста Александра II об отмене крепостного права в Сатке  были освобождены первые 311 человек. Наиболее предприимчивые стали заводить собственное дело. Появились первые купцы Алпатовы, Щепкины, Вахрушевы, Пучковы и другие. На заводской площади в 1876 году построены торговые ряды. Вплоть до революции 1917 года в Сатке ежегодно проходила рождественская ярмарка. Все представители нового сословия занимались благотворительностью. На купеческие деньги была построена Никольская единоверческая церковь (ныне Свято-Никольская православная).
Долгие годы Сатка существовала как город-завод и несла все черты заводского поселения: от плотины пруда стихийно разрастались улочки деревянных домишек, где селился работный люд. Сохранились каменные двухэтажные дома, в них размещаются городской краеведческий музей, начальная школа, военкомат.
В конце XIX века вблизи завода было открыто месторождение магнезита, в 1901 году построен завод «Магнезит».
21 сентября 1901 года из камерной печи на заводе были выпущены первые кирпичи с высокими термостойкими свойствами. Максимальной производительности в дореволюционный период завод «Магнезит» достиг в 1916 году. До революции он был единственным в России предприятием огнеупорной промышленности, выпускающим магнезитовые огнеупоры. Таковым он остался до наших дней.
В 1910 году пущена в строй одна из первых в России гидроэлектростанций Порожская ГЭС.
Саткинский район образован 4 ноября 1926 года в составе Златоустовского округа Уральской области РСФСР, после разделения области в декабре 1934 года вошёл в состав Челябинской области

## Население

Административное устройство района

| 1989    | 2002    | 2005    | 2006    | 2007    | 2008    | 2009    |
| ------- | ------- | ------- | ------- | ------- | ------- | ------- |
| 96 472  | ↘92 184 | ↘89 628 | ↘88 551 | ↘87 843 | ↘87 390 | ↘86 685 |
| 2010    | 2011    | 2012    | 2013    | 2014    | 2015    | 2016    |
| ↘86 176 | ↘85 994 | ↘85 244 | ↘84 373 | ↘83 311 | ↘82 452 | ↘81 663 |
| 2017    | 2018    | 2019    | 2020    | 2021    | 2023    |         |
| ↘80 912 | ↘79 890 | ↘78 827 | ↘77 987 | ↘75 831 | ↘74 658 |         |

### Урбанизация
В городских условиях (города Бакал и Сатка, рабочие посёлки Бердяуш, Межевой и Сулея) проживают  93,59 % населения района.

### Национальный состав
Саткинский район является многонациональным. Согласно результатам переписи населения 2002 г. русских насчитывается 78,2 % населения, татар — 12,9 %, башкир — 4,6 %, украинцев — 1,3 %.

## Территориальное устройство
Саткинский район как административно-территориальная единица области делится на 2 сельсовета, 1 город областного значения, 1 города районного значения и 3 рабочих посёлка с подчинёнными им населёнными пунктами. Саткинский муниципальный район, в рамках организации местного самоуправления, включает 7 муниципальных образований, в том числе 2 сельских поселения и 5 городских поселений. В 2023 Саткинский район преобразован в Саткинский округ, с упразднением входящих в его состав 7 административно-территориальных единиц: Саткинское городское поселение, Бакальское городское поселение, Межевое городское поселение, Бердяушское городское поселение, Сулеинское городское поселение, Айлинское сельское поселение, Романовское сельское поселение

### Населённые пункты
В Саткинском районе расположено 32 населённых пункта.
| Сатка          | ↘42 062 |
| Бакал          | ↘16 103 |
| Межевой        | ↘5053   |
| Бердяуш        | ↘3860   |
| Сулея          | ↘2794   |
| Айлино         | ↘1441   |
| Чулковка       | ↗1142   |
| Малый Бердяуш  | ↗581    |
| Жукатау        | ↘222    |
| Большая Запань | ↗293    |
| Романовка      | ↗293    |
| Чёрная Речка   | ↗260    |

| Петромихайловка  | ↘169 |
| Ельничный        | ↗157 |
| Верхний Айск     | ↘156 |
| Сибирка          | ↘128 |
| Нижняя Сатка     | ↗121 |
| Единовер         | ↘114 |
| Старая Пристань  | ↗96  |
| Берёзовый Мост   | ↗89  |
| Зюраткуль        | ↗86  |
| Магнитский       | ↗85  |
| Алексеевка       | ↘84  |
| Посёлок Тельмана | ↗67  |

| Мраморный   | ↗33 |
| Сикиязтамак | ↗26 |
| Межгорный   | ↘21 |
| Иструть     | ↘14 |
| Покровка    | ↘13 |
| Пороги      | ↘12 |
| Постройки   | ↘11 |
| Рудничное   | ↘0  |

### Упразднённые населённые пункты
Посёлок Сильга, находившийся в административном подчинении Бакальского городского совета народных депутатов, исключен из числа населённых пунктов решением Челябинского областного совета народных депутатов от 21.04.1986 г.
Законом Челябинской области от 01.02.2023 № 764-ЗО "О внесении изменений в Закон Челябинской области «О статусе и границах Саткинского муниципального района, городских и сельских поселений в его составе» упразднены посёлок Брусничный и посёлок ж/д станции Речная .

## Экономика
- ПАО «Комбинат «Магнезит» — производство огнеупоров;
- ПАО «Саткинский чугуноплавильный завод» — производство ферросплавов;